# 한국생태관광협회
한국생태관광협회는 한국 생태관광 및 녹색관광 관련 산업진흥 도모를 목적으로 2010년 6월 8일 설립된 대한민국 환경부 소관의 사단법인이다. 사무처는 서울특별시 종로구 새문안로 3길 23에 위치하고 있다.

## 주요 사업
- 생태관광의 사회적 공익을 달성하기 위한 사업
- 생태관광 자원보호와 현명한 이용을 위한 사업
- 생태관광과 녹색관광 관련 정책개발과 건의, 이해관계 조정 사업
- 생태관광 발전을 위한 연구, 조사, 통계업무
- 생태관광과 녹색관광 산업진흥을 위한 사업
- 국내외 유관단체와의 생태관광 관련 연대와 협력사업